# Korîtîșce, Volodarsk-Volînskîi
Korîtîșce (în ucraineană Коритище) este un sat în comuna Toporîșce din raionul Volodarsk-Volînskîi, regiunea Jîtomîr, Ucraina.

## Demografie
Componența lingvistică a localității Korîtîșce
     Ucraineană (98,25%)
     Rusă (1,75%)
Conform recensământului din 2001, majoritatea populației localității Korîtîșce era vorbitoare de ucraineană (98,25%), existând în minoritate și vorbitori de rusă (1,75%).